# 布里奥尔
布里奥尔（法語：Briord，法語發音：[bʁijɔʁ]）是法国东部安省的一个市镇，属于贝莱区。

## 地理
布里奥尔（45°46'57"N, 5°27'34"E）面积12.29 平方千米，位于法国奥弗涅-罗讷-阿尔卑斯大区安省，该省份为法国东部省份，北起汝拉省，西北接索恩-卢瓦尔省，西接罗讷省和里昂大都会，南至伊泽尔省，东与萨瓦省、上萨瓦省和瑞士接壤。
与布里奥尔接壤的市镇（或旧市镇、城区）包括：吕伊、马尔尚、蒙塔尼约、塞洛纳兹、布韦斯-基里约、克雷-梅皮约。

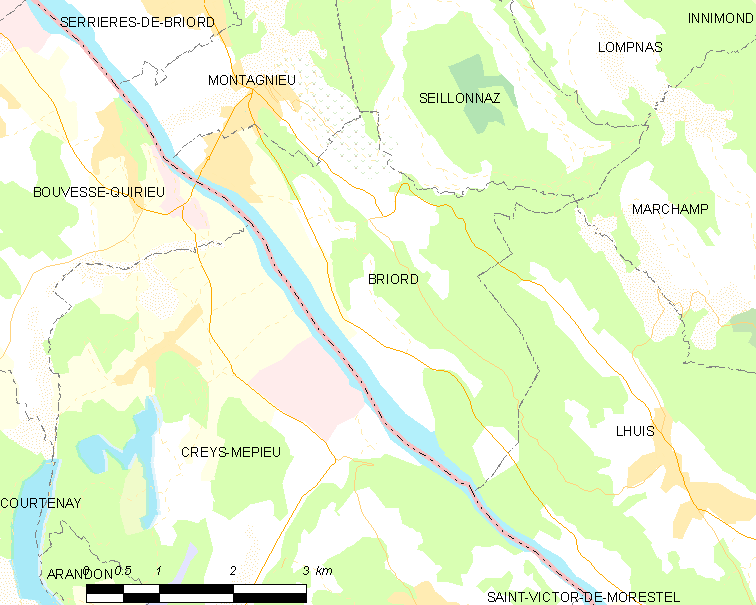
布里奥尔的OSM定位图

布里奥尔的时区为UTC+01:00、UTC+02:00（夏令时）。

## 行政
布里奥尔的邮政编码为01470，INSEE市镇编码为01064。

## 政治
布里奥尔所属的省级选区为拉尼约县、canton of Lhuis。

## 人口

1962-2008年间布里奥尔人口变化图示

布里奥尔于2022年1月1日时的人口数量为1102人。